# 鄭俊樑
鄭俊樑（英語：Michael Cheng Chun-leung，1994年4月30日—），香港男子滑浪風帆運動員。曾於2010年及2012年當選「香港傑出青少年運動員」。

## 簡歷
鄭俊樑早年就讀香港神託會培基書院。
2010年8月，鄭俊樑代表香港參加在新加坡舉行的夏季青年奧林匹克運動會。他在男子T293 級帆板比賽以31分的總成績，1分力壓英國選手，取得銀牌。
2013年12月，鄭俊樑在赤柱舉行的亞洲滑浪風帆錦標賽以一分之微力壓衞冕的梁灝雋，贏得男子RS:X組冠軍。
2014年3月，鄭俊樑在西班牙馬略卡世界杯分站男子RS:X比賽得第25名；他在4月分公布的世界排名升上個人歷來新高的第2名。
2022年，鄭俊樑完成香港教育大學健康教育榮譽學士課程畢業。
2023年5月，鄭俊樑在社交平台宣布退役，結束11年的全職運動員生涯。

### 出戰里約奧運會
2015年10月，鄭俊樑在阿曼舉行的RS:X世界滑浪風帆錦標賽中奪得第27名，由於在賽事中，男、女子組排名扣除已獲得奧運參賽資格的運動員後，排名前6位的國家、地區可獲得一個奧運參賽資格，香港滑浪風帆隊可透過此賽事，獲得里約奧運帆船項目男子RS:X組的一個參賽席位。
2016年2月，鄭俊樑在以色列舉行的RS:X世界滑浪風帆錦標賽中奪得第28名，壓過以第39名完成比賽的梁灝雋，憑近兩屆賽事的較佳成績勝出香港滑浪風帆隊的奧運內部選拔，可以首次代表香港出戰里約奧運會。
2016年8月，鄭俊樑在里約奧運會出戰滑浪風帆RS：X賽事，第一場比賽大部份時間緊貼倫奧銀牌得主、英國老將丹普西（Nick Dempsey），最終以第3名完成首仗。其後兩場分別排第6及11，剔除最差分數後，總排名以9分列第4，取得不錯開局。惟在第4至6場賽事分別獲第5、第6及第17名，及後更表現失準，3場賽事分別排21、17及26名，總成績跌至第9，但仍可驚險晉身獎牌賽。鄭在獎牌賽表現突然回勇，以第3名完成，總成績位列第8。

### 出戰東京奧運會
2019年9月，鄭俊樑於意大利舉行的「RS:X滑浪風帆世界錦標賽」男子組總成績排第13名，為港隊奪得東京奧運入場券。至於最後的港隊內部遴選上，鄭俊樑於2020年2月澳洲上演的「RS:X滑浪風帆世界錦標賽」取得第30名，綜合兩場世錦賽成績後，最終力壓隊友鄭清然及何允輝取得代表香港的資格。
2021年7月，鄭俊樑在東京奧運會出戰滑浪風帆RS：X賽事，首天比賽取得以1場第3、2場第8暫列總排名第8，次天雖只能取得第12、8及9名，但仍排在第8。其後成績稍退，分別取得第13、15及22名，鄭俊樑在最後一日比賽失準，只能取得第15、15及13名，總成績排13，未能在連續兩屆打入奧運獎牌戰。

## 個人榮譽
- 香港傑出運動員選舉

「香港傑出運動員」（2016年）
「香港傑出青少年運動員」（2010年、2012年 - 共2次當選）